# Toay
Toay è una cittadina argentina capoluogo del dipartimento omonimo della provincia di La Pampa.

## Geografia
Toay è situata a 11 km a sud-ovest del capoluogo provinciale Santa Rosa.

## Storia
Toay è stata fondata ufficialmente il 9 luglio 1894.

## Cultura

### Istruzione

#### Musei
- Museo Casa Olga Orozco